# Erich Stier
Erich Stier (* 27. August 1895 in Erfurt; † 6. Juli 1968 in Hiltrup) war ein deutscher Jurist und erster Leiter der Staatspolizeistelle Magdeburg (ab Januar 1937 Staatspolizeileitstelle Magdeburg).

## Leben
Erich Stier legte 1918 die Erste und 1922 die Zweite juristische Staatsprüfung ab. Am 15. März 1923 trat er als Regierungsassessor in den preußischen Staatsdienst ein und arbeitete bei den Regierungen in Erfurt, Arnsberg, Breslau und Recklinghausen. Erste Erfahrungen bei der Polizei sammelte Stier nach seiner Ernennung zum Regierungsrat am 1. Juni 1929 vom 2. Juli 1929 bis zum 31. Mai 1931 beim Polizeipräsidium Breslau. Vom 1. Juni 1931 bis Ende Juni 1932 leitete er das Polizeiamt Gelsenkirchen. Bei der Bezirksregierung Magdeburg, zu der er am 1. Juli 1932 wechselte, übernahm er den Polizeibereich einschließlich der politischen Angelegenheiten.

### Zeit des Nationalsozialismus
Stier trat der NSDAP am 1. Mai 1933 bei. Zuvor hatte er keiner politischen Partei angehört. Gemäß einer Beurteilung des Reichsinnenministeriums hinsichtlich der Ernennung zum Oberregierungsrat vom 24. August 1937 galt Stier als „befähigter, fleißiger, im Dienst vollkommen aufgehender Beamter, den Gewandtheit, Takt und die Gabe, geschickt zu verhandeln, auszeichnen. […] Hinsichtlich seiner politischen Zuverlässigkeit“ bestanden „keine Bedenken“. Zum 1. Mai 1934 erfolgte die Versetzung an das Oberpräsidium Hannover – Stier schied aus dem Dienst der Geheimen Staatspolizei aus.
Am 14. August 1939 ernannte Adolf Hitler Stier zum Regierungsvizepräsidenten bei der Regierung in Hannover. Der Oberregierungsrat hatte diese Funktion zuvor bereits kommissarisch inne. Ende Juli 1941 berief ihn das Wehrbezirkskommando Hannover zur Verwendung im Kriegsverwaltungsdienst ein und setzte ihn im August als Kriegsverwaltungs-Abteilungschef bei dem Bezirkschef in Angern ein. Das Reichsinnenministerium wies Stier mit Wirkung vom 1. Februar 1942 in die Stelle des Regierungsvizepräsidenten bei der Regierung in Kassel ein und beauftragte ihn gleichzeitig mit der vertretungsweisen Wahrnehmung der Dienstgeschäfte des Regierungsvizepräsidenten bei der Regierung in Arnsberg. Hierfür entließ ihn die Annahme- und Entlassungsstelle für Militärverwaltungsbeamte in Marburg an der Lahn zum 31. März 1942 aus dem Militärverwaltungsbeamtenverhältnis.
Von 1955 bis 1959 war er Richter am Bundessozialgericht. Er starb am 6. Juli 1968 in Hiltrup.